# Gajirrabeng
Gajirrabeng (někdy psáno také jako Gadjerawang, Gajirrawoong, Gadjerong, Gadyerong nebo Kajirrawung) je austrálský domorodý jazyk, patřící do jazykové rodiny jarrakanských jazyků. Používá ho kmen Gadjerongů na severu Austrálie, ve východní části regionu Kimberley. Počet mluvčích se odhaduje na dva až čtyři. Někdy se bere jako dialekt jazyka miriwoong.